# Bodhi
Pour les articles homonymes, voir Bodhi (homonymie).
Bodhi est un terme pāli et sanskrit (devanāgarī : बोधि ; chinois : pútí ; japonais : bodai ; tibétain : byang-chub) signifiant « intelligence », « connaissance parfaite », « révélation », « éveil ». Dans le bouddhisme ce terme désigne la délivrance, l'illumination, ou l'état d'éveil d'une personne libérée du saṃsāra, le cycle des renaissances et le tourbillon des passions. L'arbre de la Bodhi est vénéré comme un symbole de l'éveil du Bouddha.

## Atteinte de la bodhi

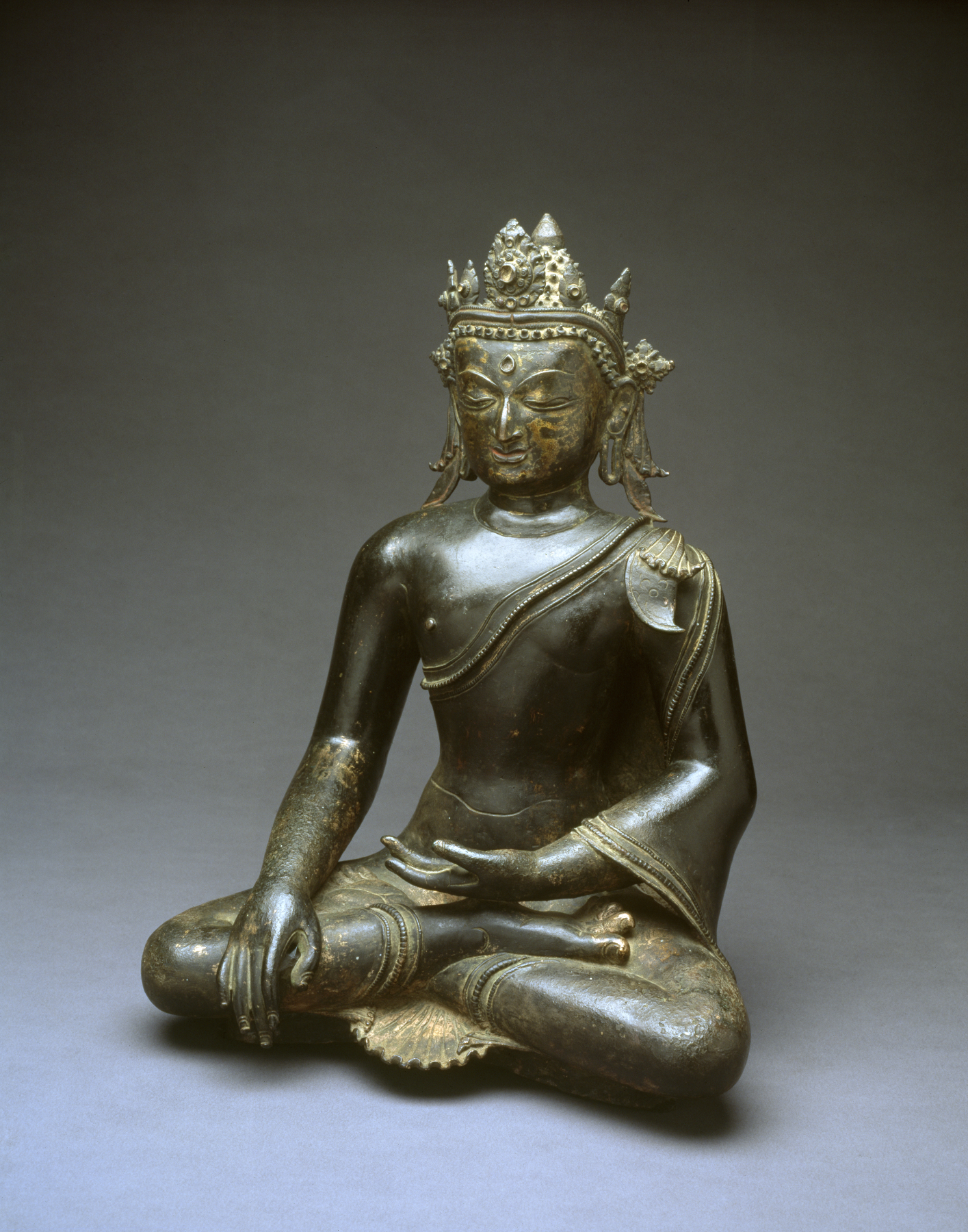
Le Bouddha en posture de Bhûmisparsha-mudrā prend la terre à témoin juste avant son éveil. Statue de bronze, Tibet, XIe siècle.

Bodhi désigne historiquement l’éveil spirituel de Gautama Bouddha, supposé avoir eu lieu après 49 jours de méditation sous un ficus religiosa, et nommé de ce fait arbre de la Bodhi.
Le terme bodhi est souvent utilisé pour qualifier le stade d'un bouddha ayant atteint l'éveil parfait (samyaksaṃbodhi en sanskrit ; sammāsambodhi en pali), mais il est aussi utilisé pour d'autres stades d'éveil tel que celui de l'arhat. 
On associe généralement la bodhi avec l'atteinte du nirvāṇa, les deux termes étant d'ailleurs fréquemment employés comme synonymes, alors que pourtant des distinctions peuvent être faites. Ainsi, selon Philippe Cornu : « On ne confondra pas nirvâna et Éveil, même si ces notions sont intimement liées. Le nirvâna a un rapport direct avec la libération de la souffrance et des conditionnements, tandis que l'Éveil est un phénomène de nature cognitive qui implique la manifestation pleine et entière de la sagesse, c'est-à-dire de la connaissance directe et non conceptuelle de la Réalité telle qu'elle est. »
Les moyens d'atteindre la bodhi varient selon les véhicules et les écoles bouddhistes, du fait de l'interprétation de l’enseignement du Bouddha (Dharma) et des textes qui en ont résulté. Par exemple, des écoles du bouddhisme hīnayāna font reposer l'éveil sur la pleine compréhension des quatre nobles vérités et la réalisation des Trente-sept éléments de l'Éveil ;  des écoles du bouddhisme mahāyāna utilisent six ou dix perfections (pāramitā)  ou encore les Terres de bodhisattva.

## Degrés d'éveil
On peut distinguer trois sortes d'éveil,.

### L'éveil du shravaka
Le śrāvaka, auditeur ou disciple, atteint la bodhi avec l'aide des enseignants, devenant au stade final un arhat. 

### L'éveil du pratyekabuddha
Le pratyekabuddha atteint la bodhi par ses propres efforts, sans l'aide des enseignants, et il n'enseigne pas non plus.

### L'éveil du bouddha parfait
Un bouddha pleinement éveillé (samyaksambuddha) est considéré comme la forme parfaite, la plus compatissante et la plus omnisciente d'un bouddha qui a pleinement saisi le Dharma par ses propres efforts et est capable de le transmettre aux autres de telle sorte qu'eux aussi soient délivrés du cycle du saṃsāra. Dans le bouddhisme mahāyāna, on considère souvent que l'éveil des shravaka et pratyekabuddha n'est pas le véritable l'éveil, complet et insurpassable (anuttara-samyak-sambodhi), tel que celui du Bouddha historique.
Selon la cosmologie bouddhiste, nous sommes actuellement dans le Bhadrakalpa (« kalpa fortuné »), éon censé durer 236 millions d'années et pendant lequel des bouddhas apparaissent, dont le nombre varie selon des textes, d'une poignée à un millier. Dans le Bhadrakalpika Sūtra (en), Shakyamuni est identifié comme le quatrième d'entre eux, le prochain devant s’appeler Maitreya(p296).

## Bouddhisme theravāda
L'Éveil implique la pratique du Noble sentier octuple, menée à bien jusqu'à ce que le pratiquant devienne un des quatre êtres nobles, éliminant progressivement les dix entraves.
Les arhat, pratyekabuddha et bouddhas peuvent tous atteindre la bodhi, mais leur éveil n'est pas doté des mêmes qualités, et ce sont les bouddhas pleinement éveillés (sammāsambuddha en pali) qui ont la pleine autorité pour enseigner.

## Bouddhisme mahāyāna
Dans le bouddhisme mahāyāna, la bodhi est recherchée avec la résolution compassionnelle de libérer les êtres de la souffrance et du saṃsāra. Ainsi, l'idéal de l’arhat est délaissé au profit de celui du bodhisattva, « être d'éveil ». S'appuyant sur le bodhicitta, « esprit d'éveil », il s'engage à devenir un bouddha pour le bien d'autrui.
Les Deux Vérités, l'une conventionnelle, l'autre ultime, sont condensées dans le célèbre Sūtra du Cœur, utilisé par plusieurs écoles mahayanistes, et qui repose sur le concept de vacuité d'existence propre (śūnyatā). Concernant la bodhi, la vérité conventionnelle consiste à penser qu'il faut dépasser les afflictions (kleśa) pour l'atteindre. La vérité ultime, au contraire, stipule qu'affliction et éveil ne sont pas différents (bonnō soku bodai en japonais).
Le Sūtra du Lotus, texte fondateur pour les écoles Tiantai et Nichiren, délivre l'enseignement de l’ekayāna (en), « véhicule unique » (au sens d'ultime), qui a pour objet de dépasser les enseignements provisoires et moyens habiles (upāya) suivis par les auditeurs (śrāvaka) et bouddhas solitaires (pratyekabuddha), et vise l'atteinte de l'éveil parfait et insurpassable, l′anuttara-samyak-sambodhi, tel que celui de Siddhartha Gautama.

### Madhyamaka
Un texte essentiel de l'école Madhyamaka en Inde, largement commenté, et qui aura une influence conséquente au Tibet, est le Bodhicaryāvatāra de Shantideva, qui aborde le bodhicitta et les différentes perfections que doit développer le bodhisattva.

### Chán
Dans le bouddhisme chán (zen au Japon, sŏn en Corée), il existe deux doctrines qui s'opposent concernant l'éveil : le subitisme et le gradualisme. Cette distinction a pour origine une confrontation sous forme poétique entre Shenxiu et Huineng au VIIe siècle, ce dernier revendiquant l'approche d'un éveil soudain. Vers la fin du VIIIe siècle, a lieu un débat qui fera date lors du Concile de Lhassa entre un tenant du chán subitiste, Heshang Moheyan, et Kamalashila, représentant la voie graduelle de l'école Madhyamaka, qui a vraisemblablement eu le dessus. 